# Théodore de Sommervieux
Théodore de Sommervieux est un personnage de La Comédie humaine de Balzac qui apparaît dans La Maison du chat-qui-pelote sous les traits d'un célèbre peintre du Premier Empire. Il s'est notamment distingué dans sa jeunesse par l'obtention du prix de Rome, et la nouvelle débute lors de son retour à Paris.

## Biographie de fiction
Épris de la fille d'un riche drapier parisien, Augustine Guillaume, il convainc ses parents de la lui donner en mariage, après avoir présenté au Salon un portrait fort ressemblant de la jeune fille.
Découvrant auprès du peintre des joies que l'existence bourgeoise et contraignante du magasin ne lui avaient pas laissé soupçonner, Augustine, tout en restant soumise à la morale étroite enseignée par sa mère, se retrouve progressivement délaissée par un époux volage et gagné par l'ennui.
Jeune aristocrate, Théodore incarne les plaisirs de la bourgeoisie, alors qu'Augustine, jeune femme économe, oppose son mari en ce qui a trait à l'éducation artistique.